# Diego de los Cobos
Diego de los Cobos Molina (Úbeda, 1516-Toledo, 25 de agosto de 1565) fue un religioso español, obispo de Ávila y de Jaén, España. 

## Biografía
Nació en la ciudad de Úbeda en 1516, en el seno de una ilustre familia. Era hermano de Juan Vázquez de Molina y sobrino de Francisco de los Cobos. Estudió jurisprudencia y teología en la universidad de Salamanca. Fue prior de Marmolejo, arcediano de Coria, oidor de la Chancillería de Valladolid y miembro del Consejo de la Inquisición. Posteriormente fue obispo de Ávila y finalmente obispo de Jaén, hasta su muerte el 25 de agosto de 1565.
Es conocido como mecenas, al haber fundado el famoso Hospital de Santiago de Úbeda, Jaén, donde está enterrado.
| Predecesor: Diego Álava Esquivel                                          | Obispo de Ávila 1559 - 1560 | Sucesor: Álvaro Hurtado de Mendoza y Sarmiento |
| Predecesor: Francisco de Benavides y Velasco ⇒ Diego Tavera Ponce de León | Obispo de Jaén 1560 - 1565  | Sucesor: Francisco Delgado López               |